# Jason Adesanya
Jason Adesanya (Ukkel, 26 mei 1993) is een Belgisch voetballer die uitkomt voor K. Lyra-Lierse. Hij speelt als aanvaller.

## Carrière

### Jeugd
Adesanya speelde tijdens zijn jeugd bij Diegem Sport, later kreeg hij zijn kans bij K. Lierse SK. Hij speelde er uiteindelijk tot 2011 in de jeugd van de Antwerpse club.

### Lierse
In het seizoen 2011-2012 kreeg hij zijn kans bij het A-elftal van Lierse. Hij maakte zijn debuut als profvoetballer op 26 december 2011 tegen K. Beerschot AC. Zijn eerste doelpunt scoorde hij in de bekermatch tegen Standard Luik op 19 januari 2012. Deze match eindigde uiteindelijk op 2-4. Hierdoor kwalificeerde Lierse zich na de met 1-2 verloren heenmatch. In de wedstrijd tegen RAEC Mons scoorde hij, op assist van Soufiane Bidaoui, zijn eerste competitiedoelpunt voor Lierse nadat hij in de basis mocht starten. In 2012 stond Adesanya in het oog van een gerechtelijke voetbalstorm, toen AS Eupen bij de KBVB aanklaagde dat Adesanya, die volgens Eupen op dat moment niet speelgerechtigd was, voor Lierse speelde in een wedstrijd op KV Mechelen. Eupen greep die inbreuk van degradatieconcurrent Lierse aan om de eigen degradatie aan te vechten. Het beroepscomité van de KBVB gaf Eupen uiteindelijk ongelijk. Voor aanvang van het seizoen 2013-2014 stuurde de nieuwe trainer van Lierse, Stanley Menzo, hem naar de B-kern.

### ASV Geel
Op 22 augustus 2013 meldde hij op zijn Facebookaccount dat hij aan de slag ging bij tweedeklasser ASV Geel.

### KV Mechelen
Op 22 februari 2014 meldde KV Mechelen op zijn website dat Jason Adesanya vanaf het seizoen 2014-2015 bij hen een contract tekende voor 2 seizoenen.

## Nationaal Elftal
Adesanya speelde enkele wedstrijden met de nationale jeugdelftallen, hij speelde onder andere samen met Hannes Van der Bruggen, Nick Van Belle en Jannes Vansteenkiste.

## Statistieken
| Seizoen         | Club                | Competitie             | Competitie | Competitie | Play-offs | Play-offs | Beker | Beker | Totaal | Totaal |
| Seizoen         | Club                | Competitie             | Wed.       | Dlp.       | Wed.      | Dlp.      | Wed.  | Dlp.  | Wed.   | Dlp.   |
| --------------- | ------------------- | ---------------------- | ---------- | ---------- | --------- | --------- | ----- | ----- | ------ | ------ |
| 2011-2012       | K. Lierse SK        | Jupiler Pro League     | 8          | 2          | 0         | 0         | 1     | 1     | 9      | 3      |
| 2012-2013       | K. Lierse SK        | Jupiler Pro League     | 20         | 1          | 0         | 0         | 1     | 0     | 21     | 1      |
| 2013-2014       | ASV Geel            | Tweede klasse          | 32         | 12         | 0         | 0         | 1     | 0     | 33     | 12     |
| 2014-2015       | KV Mechelen         | Jupiler Pro League     | 16         | 1          | 0         | 0         | 3     | 1     | 19     | 2      |
| 2014-2015       | → Lommel United     | Tweede klasse          | 12         | 4          | 6         | 2         | 0     | 0     | 18     | 6      |
| 2015-2016       | → Antwerp FC        | Tweede klasse          | 5          | 0          | 0         | 0         | 1     | 0     | 6      | 0      |
| 2016-2017       | Lommel United       | Eerste klasse B        | 12         | 1          | 0         | 0         | 2     | 2     | 14     | 3      |
| 2016-2017       | Rupel Boom FC       | Tweede klasse amateurs | 15         | 9          | 0         | 0         | 0     | 0     | 15     | 9      |
| 2017-2018       | Rupel Boom FC       | Tweede klasse amateurs | 30         | 15         | 0         | 0         | 5     | 1     | 35     | 16     |
| 2018-2019       | KSK Heist           | Eerste klasse amateurs | 15         | 1          | 0         | 0         | 4     | 0     | 19     | 1      |
| 2019-2020       | Lyra-Lierse Berlaar | Derde klasse amateurs  | 24         | 7          | 0         | 0         | 2     | 0     | 26     | 7      |
| 2020-2021       | Lyra-Lierse Berlaar | Tweede afdeling        | 4          | 1          | 0         | 0         | 2     | 0     | 6      | 1      |
| 2021-2022       | Lyra-Lierse Berlaar | Tweede afdeling        | 22         | 6          | 0         | 0         | 1     | 0     | 23     | 6      |
| 2022-2023       | Lyra-Lierse Berlaar | Tweede afdeling        | 27         | 6          | 0         | 0         | 0     | 0     | 27     | 6      |
| 2023-2024       | Lyra-Lierse Berlaar | Tweede afdeling        | 15         | 1          | 0         | 0         | 0     | 0     | 15     | 1      |
| Carrière totaal | Carrière totaal     | Carrière totaal        | 257        | 67         | 6         | 2         | 23    | 5     | 286    | 74     |

bijgewerkt tot 27 december 2023